# Poecilopsis baton
Poecilopsis baton là một loài bướm đêm trong họ Geometridae.